# 岩井三四二
岩井 三四二（いわい みよじ、1958年8月25日 - ）は、日本の小説家。本名、川合淳二（かわい じゅんじ）。

## 来歴・人物
岐阜県生まれ。岐阜県立長良高等学校を経て、一橋大学経済学部卒業。東京芝浦電気（現・東芝）への勤務を経て作家活動に入る。
漫画家・山田貴敏（『Dr.コトー診療所』ほか）は高校の同級生。

## 受賞歴
太字は受賞
- 1996年（平成8年）-『一所懸命』で第64回小説現代新人賞受賞[1]
- 1998年（平成10年）-『簒奪者』で第5回歴史群像大賞受賞[1]
- 2003年（平成15年）-『月ノ浦惣庄公事置書』で第10回松本清張賞受賞[1]
- 2004年（平成16年）-『村を助くは誰ぞ』で第28回歴史文学賞受賞[1]
- 2005年（平成17年）-『十楽の夢』で第132回直木三十五賞候補
- 2008年（平成20年）-『清佑、ただいま在庄』で第14回中山義秀文学賞受賞[1]
- 2008年（平成20年）-『南大門の墨壺』で第25回織田作之助賞候補
- 2014年（平成26年）-『異国合戦 蒙古襲来異聞』で第4回本屋が選ぶ時代小説大賞受賞[1]

## 単著
- 『簒奪者』学研・歴史群像新書（1999）（歴史群像大賞）（斎藤道三を描く）
  - 『斎藤道三 兵は詭道なり』学研M文庫（2001-2002） 改題「天を食む者 斎藤道三」
- 『連歌師幽艶行』講談社（2002）のち『戦国連歌師』と改題し講談社文庫（2008）
- 『月ノ浦惣庄公事置書』文藝春秋（2003）のち文春文庫（2006）（松本清張賞）
- 『浪々を選びて候』講談社（2003）のち『逆ろうて候』と改題し講談社文庫（2007）（日根野弘就を描く）
- 『十楽の夢』文藝春秋（2004）のち文春文庫（2007）（直木賞候補）（長島一向一揆を描く）
- 『村を助くは誰ぞ』新人物往来社（2004）のち講談社文庫（2010）（歴史文学賞）(短編集）
- 『銀閣建立』講談社（2005）のち講談社文庫（2008）
- 『竹千代を盗め』講談社（2006）のち講談社文庫（2009）(徳川家康の少年時代）
- 『琉球は夢にて候』角川学芸出版（2006）「亀井琉球守」文庫　（亀井茲矩を描く）
- 『難儀でござる』光文社（2006）のち光文社文庫（2009）短編集
- 『一所懸命』講談社（2007）のち文庫（小説現代新人賞）短編集
- 『悪党の戦旗 嘉吉の乱始末』新人物往来社（2007）のち新人物文庫（2009）日経文芸文庫（2014）
- 『大明国へ、参りまする』文藝春秋（2007）のち文春文庫（2009）（足利義満に明に遣わされた男）
- 『清佑、ただいま在庄』集英社（2007）のち文庫（中山義秀文学賞）
- 『南大門の墨壺』講談社（2007）（東大寺再建の話）
- 『たいがいにせえ』光文社（2007）のち光文社文庫（2010）短編集
- 『踊る陰陽師 山科卿醒笑譚』文藝春秋（2008）のち文春文庫（2010）（山科言継をめぐるユーモア小説）
- 『はて、面妖』光文社（2008）のち文庫　短編集
- 『一手千両 なにわ堂島米合戦』文藝春秋（2009）のち文庫
- 『理屈が通らねえ』角川学芸出版（2009）のち文庫
- 『覇天の歌』講談社（2009）（里村紹巴を描く）
- 『あるじは信長』PHP研究所（2009）のち文庫
- 『城は踊る』角川学芸出版（2010）のち文庫
- 『鹿王丸、翔ぶ』講談社（2010）「鬼弾 鹿王丸、翔ぶ」文庫
- 『とまどい関ヶ原』PHP研究所（2010）のち文庫
- 『おくうたま』光文社 2010　のち文庫
- 『霧の城』実業之日本社 2011　のち文庫（秋山虎繁とおつやの方を描く）
- 『あるじは秀吉』PHP研究所 2011　のち文庫
- 『光秀曜変』光文社 2012　のち文庫
- 『江戸へ吹く風』文藝春秋 2012 「崖っぷち侍」文春文庫
- 『サムライ千年やりました』角川学芸出版 2012
- 『あるじは家康』PHP研究所 2012　のち文庫
- 『むつかしきこと承り候 公事指南控帳』集英社 2013　のち文庫
- 『とまどい本能寺の変』PHP研究所 2014
- 『異国合戦 蒙古襲来異聞』講談社 2014
- 『太閤の巨いなる遺命』講談社 2015
- 『三成の不思議なる条々』光文社 2015
- 『天下を計る』PHP研究所 2016 （長束正家を描く）
- 『情け深くあれ 戦国医生物語』文藝春秋 2016
- 『絢爛たる奔流』 講談社 2017 （角倉了以、角倉素庵を描く）
- 『田中家の三十二万石』光文社 2021（田中吉政を描く）
- 『津軽の髭殿』 光文社 2023 （津軽為信を描く）

## 単行本未収録作品
- 『代表作時代小説（平成16年度）』 掲載作品名「二千人返せ」
- 『戦国女人十一話』 掲載作品名「帰蝶」
- 『本格ミステリ（06）』 掲載作品名「刀盗人」
- 『代表作時代小説（平成18年度）』 掲載作品名「城から帰せ」
- 『KENZAN!（vol.1）』 掲載作品名「南大門の墨壺」
- 『KENZAN!（vol.2）』 掲載作品名「南大門の墨壺」
- 『代表作時代小説（平成19年度）』 掲載作品名「蛍と呼ぶな」
- 『KENZAN!（vol.3）』 掲載作品名「南大門の墨壺」
- 『文蔵2007OCTOBER』 掲載作品名「やがて悲しき」
- 『文蔵2008JANUARY』 掲載作品名「やがて悲しき（2）」
- 『文蔵2008APRIL』 掲載作品名「やがて悲しき（3）」
- 『代表作時代小説（平成20年度）』 掲載作品名「朽木越え」
- 『文蔵2008JULY』 掲載作品名「やがて悲しき（4）」
- 『KENZAN!（vol.6）』 掲載作品名「覇天の歌」
- 『文蔵2008OCTOBER』 掲載作品名「やがて悲しき（5）」
- 『KENZAN!（vol.7）』 掲載作品名「覇天の歌」
- 『文蔵2009JANUARY』 掲載作品名「やがて悲しき（6）」
- 『KENZAN!（vol.8）』 掲載作品名「覇天の歌」
- 『文蔵2009APRIL』 掲載作品名「やがて悲しき（7）」
- 『文蔵2009JULY』 掲載作品名「やがて悲しき（最終回）」
- 『代表作時代小説（平成21年度）』 掲載作品名「海と風の郷」
- 『KENZAN!（vol.9）』 掲載作品名「覇天の歌」